# Пйотровиці (Ловицький повіт)
Пйотровиці (пол. Piotrowice) — село в Польщі, у гміні Беляви Ловицького повіту Лодзинського воєводства.
Населення — 192 особи (2011).
У 1975-1998 роках село належало до Скерневицького воєводства.

## Демографія
Демографічна структура станом на 31 березня 2011 року:
|          | Загалом | Допрацездатний вік | Працездатний вік | Постпрацездатний вік |
| -------- | ------- | ------------------ | ---------------- | -------------------- |
| Чоловіки | 91      | 16                 | 64               | 11                   |
| Жінки    | 101     | 21                 | 50               | 30                   |
| Разом    | 192     | 37                 | 114              | 41                   |